# Carl Ringvold
Carl August Ringvold (Oslo, 3 d'abril de 1876 - Oslo, 22 de gener de 1960) va ser un regatista noruec que va competir a començaments del segle xx. Era el pare del també regatista Carl Ringvold, Jr..
El 1920 va prendre part en els Jocs Olímpics d'Anvers, on va guanyar la medalla d'or en els 8 metres (1907 rating) del programa de vela, a bord de l'Irene. Quatre anys més tard, als Jocs de París, guanyà una nova medalla d'or en la prova dels 8 metres del programa de vela, a bord del Bera.